# 山崎兵八
山崎 兵八（やまざき ひょうはち、1914年 - 2001年8月19日）は、日本の警察官、内部告発者。静岡県警察部から国家地方警察静岡県本部に属した。最終階級は巡査。二俣事件の捜査を担当し、取調べ刑事の拷問による尋問、自白の強要を新聞で告発した人物として知られる。

## 経歴

### 前史
静岡県周智郡熊切村（現・浜松市天竜区）出身。終戦前に巡査を拝命し、1948年（昭和23年）頃に二俣警察署へ赴任した。長女によると、警察官時代には焼け野原になった浜松から宿無しの戦災孤児を何人も連れ帰ってきては家族の食料を削って何年も育て、製材所など山仕事を世話してあげる人物であったと回顧している。

### 二俣事件の捜査
1950年1月6日に発生した二俣事件では、国家地方警察静岡県本部二俣警察署の刑事として捜査に当たっていた。事件から40日が経過し未だ犯人を特定できない中、山崎が担当したある少年のアリバイが無かったことから捜査の目が少年に向けられた。しかし、改めて山崎は少年のアリバイを調べたところ、その少年にはアリバイが存在したため、少年にアリバイがあったことを山崎は捜査主任をしていた紅林麻雄警部補へ報告した。
しかし、捜査会議で紅林は「永年の第六感では犯人に間違いない」と宣言し、少年を別件逮捕する。逮捕された少年は、警察署裏にある土蔵で連日拷問を受け、自白を強要された。当時はまだ食糧難が続いており、酒が満足に手に入る状況ではなかったが捜査本部には「陣中見舞い」として酒が多数差し入れられていた。事件の担当判事が酒を目当てによく警察署に来ており、その判事と刑事たちの会話の中で少年に死刑判決が出る見込みであると聞き、山崎は自身の示唆によって無罪の少年が苦しむことになったのを後悔し、少年を救うために拷問捜査の告発を決意する。

### 拷問捜査の告発
審理の終盤、山崎は事件を追及していた読売新聞東京本社と少年の担当弁護士に手紙を送り、少年の冤罪を告発した。判決公判の前日の読売新聞は、少年の自白が拷問によって強要されたことや、現場に残された靴跡のサイズと少年のサイズが一致しないことなど、山崎の告発内容を報じた。現役刑事による証言は大きな反響を呼び、公判は延期となり、警察内部でも波乱が起こった。署長は山崎に辞職願を出すように強要したものの、山崎が提出を拒んだため、出勤停止の処分を下した。
山崎は公判内でも弁護側の証人として、警察の拷問捜査の実態を証言した。それに対して署長は、山崎は事件当日に現場に行っていない、性格も変質的であり捜査から外したなどと山崎を不当に貶める証言を行った。

### 偽証罪での逮捕、精神鑑定
同年12月27日、山崎の証言もむなしく、静岡地裁は少年に対して死刑判決を下した。そして同日、山崎は偽証罪で逮捕され、さらに精神異常の疑いありとされて、名古屋拘置所で名古屋大学医学部の乾憲男教授の精神鑑定を受ける 。60日間にも及ぶ精神鑑定の結果、山崎は「妄想性痴呆症」と診断され、偽証罪は不起訴となり釈放された。この鑑定に関して、山崎氏の次男は「おやじは（精神鑑定時に）医師から変な薬を注射されたと言っていた。夢に出るのか、死ぬまでうなされていた」と証言しており、精神障害の鑑定結果を引き出す目的で、静岡県警によって違法な薬物注射が行われた疑いがある。その後、署では辞職願を書かされ7年間務めた警察を退職させられた上、公安委員会からは精神異常を理由に自動車免許を取り消された。
山崎は警察を辞職した後の次の職にはトラック運転手を選ぶつもりだったが、免許がなくては当然それもできなくなった。また逮捕・投獄されてことで偏見の目に晒されることとなった山崎には、別の職を見つけることも難しかった。

### 二俣事件無罪判決後
1957年12月26日に少年の第二審が東京高裁で開かれ、少年は逆転無罪となった。判決後釈放された少年が山崎の家に挨拶に訪れた際、山崎は涙を流して少年を抱擁したとされている。その後も少年と山崎は季節の便りを交わすなど交友が続いた。その後、1959年に清瀬一郎監修の下に執筆した書籍『拷問捜査 幸浦・二俣の怪事件』によって、紅林が真犯人と思われる人物からの収賄の疑惑があったことを暴露している。

### 警察官失職後
警察官失職後は、運転免許も取り消されたため新聞配達や牛乳配達で生計を立てた。五人の子どもを抱えながらの生活は困窮し、長女は高校進学を諦め二俣町から離れた場所で就職しなければならなかった。
村八分にあったほか、親族からは縁を切ると言われ、事件から10年後の1961年には不審火によって自宅が全焼する被害を受ける。
当時の報道では、原因は火の不始末などとして伝えられた。しかし当時中学生だった次女の功子は、火災が起こる数日前の自宅の前で、見知らぬ男から声をかけられ、「山崎さんのお宅はここか？」と尋ねられたという。また、火事の直前に当時小学3年生の次男が長靴をはいた男が家に入っていったのを目撃し警察に証言したところ、弟自身の火遊びにより火災を起こした事を誤魔化しているのだと疑われ、補導されそうになった。結局、不審者に対する捜査は一切行われることなくコタツの不始末による失火と結論付けられた。しかしこの火事により、山崎が名誉回復の裁判に備えて自宅に集めていた事件資料の多くが失われた。
1970年にはトヨタ自動車へ就職した長男に呼ばれ愛知県豊田市に移住し、知人の紹介によりゴルフ場の雑役夫として働き、後に資格を取得しボイラー技士として勤務した。山崎は精神鑑定の再検査や故郷へ帰ることを希望していたが、実現することなく2001年8月に息を引き取った。享年87。

## 著書
- （共著：清瀬一郎） 『拷問捜査―幸浦・二俣の怪事件』日本評論新社、1959年。ASIN B000JAROGE。
- 『現場刑事の告発　二俣事件の真相』ふくろう書房、1997年。（自費出版）